# Harvey Weinstein
Pour les articles homonymes, voir Weinstein.
Ne doit pas être confondu avec Jeffrey Epstein.
Harvey Weinstein /'hɑrvi ˈwaɪn,stin/, né le 19 mars 1952 à New York, est un producteur américain de cinéma. 
Fondateur et dirigeant avec son frère Robert des sociétés de production Miramax et The Weinstein Company, il est l'un des producteurs les plus célèbres et les plus primés de Hollywood de la fin du XXe et du début du XXIe siècles. 
Professionnellement, il était connu pour avoir contribué au succès de nombreux films, que ce soit grâce à la production, à la diffusion ou la post-production. Il compte parmi les producteurs les plus influents de l'histoire du cinéma américain, aux côtés de Louis B. Mayer, Irving Thalberg, Walt Disney ou Marc Platt (son ancien coproducteur).
Il est à l'origine de l'un des plus retentissants scandales sexuels, à la notoriété et aux conséquences mondiales : le mouvement #MeToo, qui a notamment été mis en lumière par l’actrice Rose McGowan en 2017. À la suite de cette dénonciation, il est contraint de fermer sa société de production.
Avec Rose McGowan, ce sont plus de 90 femmes qui l'accusent de violences sexuelles. En 2020, il est condamné à 23 ans d’emprisonnement ferme. Après avoir fait appel, ce jugement est annulé en 2024. En 2023, il écope de 16 ans de prison fermes pour une autre affaire.

## Situation personnelle

### Naissance et famille

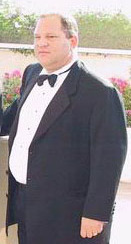
Harvey Weinstein au Festival de Cannes 2002.

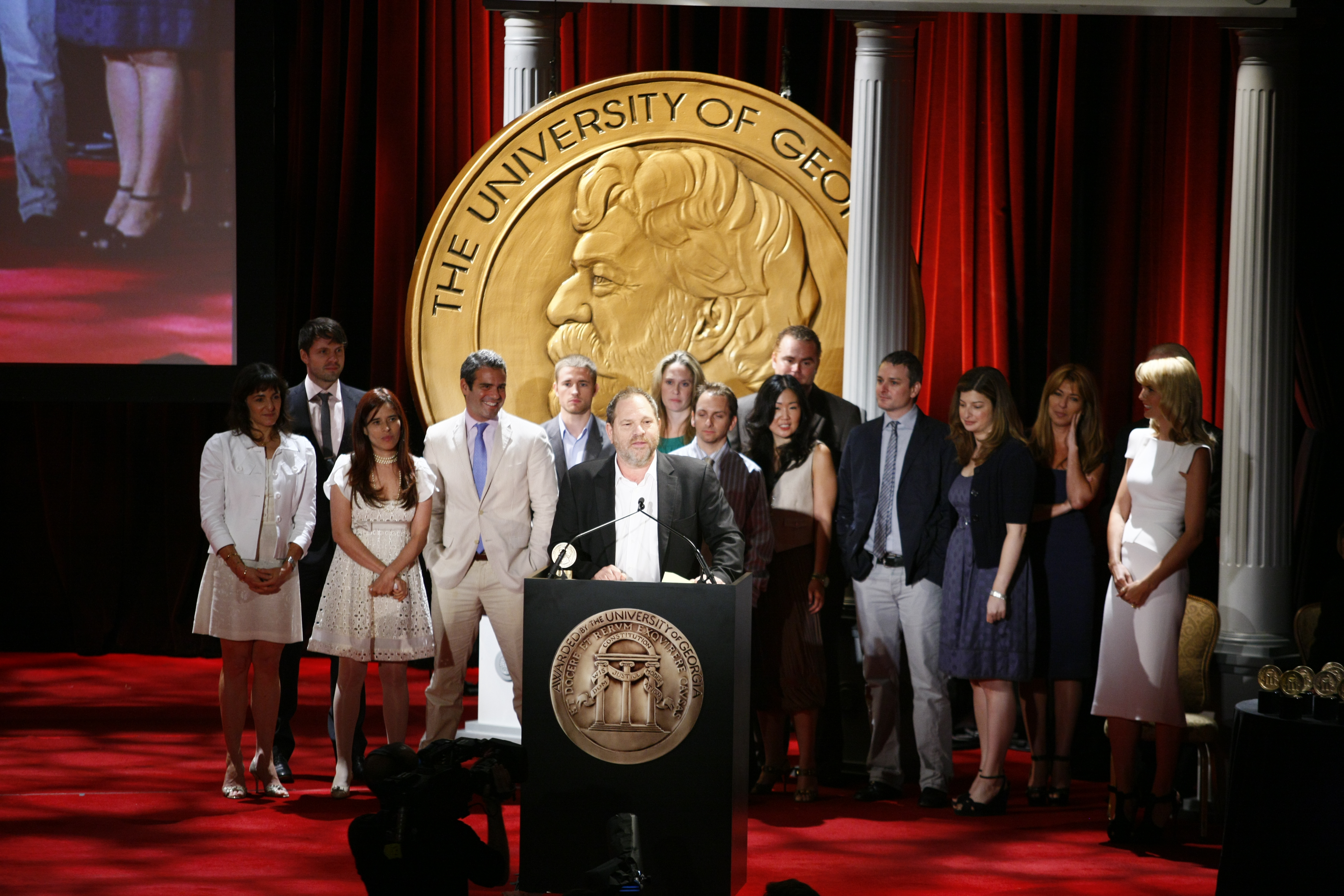
Harvey Weinstein (au centre) et Heidi Klum (en blanc à droite) au 67e dîner annuel des Peabody Awards pour Projet haute couture au Waldorf-Astoria (New York) le 16 juin 2008.

Harvey Weinstein naît à Flushing, un quartier de l'arrondissement new-yorkais du Queens, dans une famille juive. Il est le fils de Max Weinstein, un tailleur de diamants, et de Miriam Postel,.

### Études et formation
Il étudie à la John Bowne High School (en) puis à l'université de Buffalo. En 2000, il reçoit de cette université le titre honorifique de doctorate of Humane Letters (en),,, qui lui fut retiré en 2017 à la suite du scandale[Lequel ?].

## Carrière professionnelle
Les films qu'il a produits ont reçu plus de 330 nominations aux Oscars et 80 statuettes.[réf. nécessaire]

### Débuts de carrière
Il travaille d'abord comme promoteur de concerts. Avec son frère cadet Robert, il fonde en 1979 la société Miramax Films, célèbre dans les années 1980 et 1990 pour leurs films indépendants, comme ceux de Steven Soderbergh ou de Quentin Tarantino. En 1990, ils remportent leur première Palme d'or pour Sexe, Mensonges et Vidéo, puis, en 1997, leur premier Oscar pour Le Patient anglais, enchaînant les succès de production, même si Robert Weinstein reste plus discret que son frère, Harvey, qui jouit d'une grande notoriété.

### Weinstein Company
En 2005, il crée, toujours avec son frère, The Weinstein Company, après des désaccords avec The Walt Disney Company, qui avait racheté Miramax en 1993. Dimension Films devient une filiale de The Weinstein Company. The Weinstein Company rencontre des problèmes financiers depuis 2016. Elle connaît même des échecs, comme Gold de Stephen Gaghan et arrive moins facilement à placer ses films en compétition aux Oscars. Avant cela, lui et son frère ont notamment produit des films qui ont été récompensés par 81 Oscars. Sa société lui reproche également le financement du gala de l'AmfAR en marge du festival de Cannes 2015 ou d'avoir fait don sans son accord de 600 000 dollars à l'American Repertory Theater de l'université Harvard, ces polémiques impliquant des intimidations et des manœuvres douteuses.

### Popularité et succès
Avant que n'éclate le scandale de 2017, Harvey Weinstein était considéré comme un producteur et distributeur incontournable. Respecté et très influent, il « faisait la pluie et le beau temps » à Hollywood. Son intuition et ses réseaux permettaient souvent d'amener un film vers le succès, notamment grâce à de coûteuses campagnes de promotion. Il donnait également des dîners somptueux où se pressaient de nombreuses célébrités. 
Surnommé « Harvey Scissorhands » (en français : « Harvey aux mains de ciseaux », référence évidente à Edward aux mains d'argent), il décidait souvent du final cut, ce qui lui permettait d'avoir le dernier choix du montage du film, devant le réalisateur. Un abus de position régulièrement dénoncé par plusieurs cinéastes et coproducteurs s'estimant floués,,,. 
En 2005, l'Académie des Oscars décide de réduire le délai qui sépare sa cérémonie des Golden Globes, afin de lutter contre la puissance du producteur.
En 2017, il est cité dans les Paradise Papers pour avoir investi en 2001 dans une société médicale (dans laquelle a aussi investi Martha Stewart) basée aux Bermudes, un paradis fiscal.

## Engagement politique et caritatif

### Soutien au Parti démocrate
Entre 1990 et 2016, Harvey Weinstein finance plusieurs campagnes électorales, comptant parmi les plus grands donateurs du Parti démocrate. Soutien de Bill Clinton puis de Barack Obama, il poursuit cette activité pour Hillary Clinton lors de la campagne présidentielle de 2016, en levant des fonds et en mettant en relation la candidate avec les célébrités américaines,,,. Il est en revanche vigoureusement opposé à la candidature de Bernie Sanders à la primaire démocrate.

### Prises de positions
Il fait des dons à des associations luttant contre le sida ou la pauvreté, en faveur du contrôle des armes à feu. Il verse également 5 millions de dollars à l'université de Caroline du Sud pour aider les femmes metteurs en scène. Après les attentats du 11 septembre 2001, il convainc Paul McCartney et les Who de participer à des concerts de charité en faveur des victimes, qui rapportent 30 millions de dollars de recette. Il participe en janvier 2017 à la marche des femmes contre Donald Trump.
Bien que proche du Parti démocrate, il défend le bilan de l'administration Bush en matière de politique extérieure. Il défend également l'engagement de l'administration Obama dans la guerre contre la Libye en 2011.

## Crimes sexuels

### Accusations de viol et de harcèlement sexuel

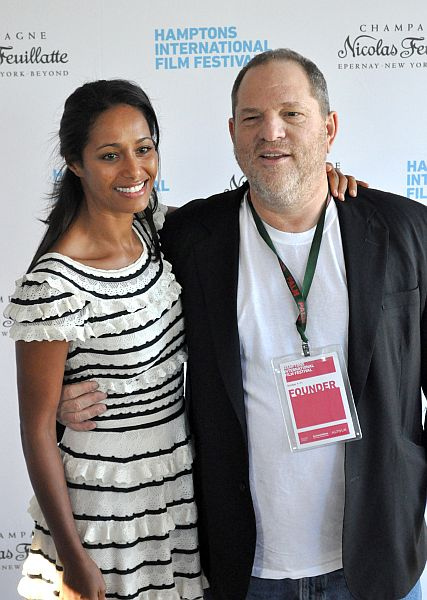
Harvey Weinstein et Rula Jebreal en 2010.

Le 5 octobre 2017, un article du New York Times, écrit par Jodi Kantor et Megan Twohey, l'accuse de nombreux faits de viol. Le producteur est accusé par plusieurs femmes – dont les actrices vedettes Ashley Judd et Rose McGowan – de harcèlement sexuel : elles l'accusent d'avoir tenté d'obtenir d'elles des massages, de les avoir forcées à le regarder nu, ou de leur avoir promis de favoriser leur carrière contre des faveurs sexuelles. Pour acheter le silence de certaines victimes, Weinstein aurait payé entre 80 000 et 150 000 dollars, et les membres de son personnel ont dû signer des clauses de confidentialité leur interdisant de divulguer la vérité et ainsi nuire à sa réputation.
Harvey Weinstein présente alors ses excuses et déclare se mettre en « congé ». Ses avocats annoncent toutefois leur intention de poursuivre le New York Times en justice : selon eux, l'article en question comporte de nombreuses accusations non fondées. Le 8 octobre 2017, The Weinstein Company renvoie Harvey Weinstein pour violation de son code de conduite.
À la suite d'un article de Ronan Farrow paru dans le New Yorker du 10 octobre,,, Weinstein est accusé du viol de Lucia Evans (en), Asia Argento, Rose McGowan, Lysette Anthony et une cinquième femme qui souhaite garder l'anonymat. Les actrices Natassia Malthe et Annabella Sciorra l'accusent à leur tour de viols,. Début novembre 2017, l'actrice espagnole Paz de la Huerta annonce qu'Harvey Weinstein l'a violée à deux reprises. Les actrices Gwyneth Paltrow, Angelina Jolie, Rosanna Arquette, Emma de Caunes, Judith Godrèche ou encore Léa Seydoux et Cara Delevingne ont ensuite apporté leurs témoignages confirmant les agressions ou tentatives d'agressions sexuelles de Weinstein dont elles ont été victimes, notamment dans un nouvel article du New York Times co-écrit par Jodi Kantor et Rachel Abrams,,,.
Au 31 octobre 2017, ce sont 93 femmes qui l'accusent de harcèlement, d'agression sexuelle, voire de viol. Il s'agit majoritairement d'actrices mais aussi d'employées, de journalistes, de productrices, d'assistantes ou de mannequins :
- l'actrice Amber Anderson[41]
- l'actrice Lysette Anthony[42]
- l'actrice et réalisatrice Asia Argento[25]
- l'actrice Rosanna Arquette
- l'actrice Jessica Barth
- l'actrice Kate Beckinsale
- la thérapeute Juls Bindi[43]
- la mannequin Zoë Brock (en)
- l'actrice Cynthia Burr[44]
- l'autrice Liza Campbell (en)
- l'actrice Marisa Coughlan[45]
- l'actrice Florence Darel
- l'actrice Emma de Caunes
- la mannequin et actrice Cara Delevingne
- l'actrice Paz de la Huerta[46]
- la mannequin Juliana De Paula[47]
- l'actrice Sophie Dix (en)[48]
- l'actrice et réalisatrice Lacey Dorn[44]
- l'actrice Dawn Dunning
- l'actrice et réalisatrice Lina Esco[49]
- l'actrice Alice Evans[50]
- l'actrice Lucia Evans (en)[48]
- l'actrice Angie Everhart[51]
- Hope Exiner d’Amore, ancienne employée de la compagnie de production de Weinstein[44]
- l'actrice Claire Forlani[48]
- l'actrice Romola Garai[48]
- l'actrice et scénariste Louisette Geiss (en)[48]
- la directrice générale de l'organisation Echo Parenting & Education Louise Goldbold[48]
- l'actrice Judith Godrèche[48]
- la mannequin Trish Goff (en)[52]
- l'actrice Heather Graham[48]
- l'actrice Eva Green
- la mannequin Ambra Gutierrez[48]
- l'assistante Mimi Haleyi[53]
- l'actrice Daryl Hannah[54]
- l'actrice Lena Headey[55]
- l'actrice Lauren Holly[56]
- l'actrice Dominique Huett[57]
- l'actrice Jessica Hynes[48]
- l'actrice Angelina Jolie[48]
- l'actrice Ashley Judd[48]
- la productrice Elizabeth Karlsen (en)[58]
- l'actrice Minka Kelly[59]
- l'actrice Katherine Kendall[48]
- l'actrice Heather Kerr[60]
- l'actrice Mia Kirshner[61]
- la mannequin et chanteuse Myleene Klass[62]
- l'employée de Miramax Laura Madden[48]
- l'actrice Natassia Malthe[63]
- l'actrice Brit Marling[64]
- l'actrice et autrice Sarah Ann Masse[65]
- la danseuse Ashley Matthau[44]
- l'actrice Rose McGowan[48]
- l'actrice Natalie Mendoza[66]
- la présentatrice de télévision Katya Mtsitouridze[67]
- l'employée Emily Nestor
- l'actrice Connie Nielsen[68]
- l'actrice Lupita Nyong'o[69]
- l'employée Lauren O'Connor[70]
- l'actrice et réalisatrice Jennifer Siebel Newsom[71]
- l'actrice Gwyneth Paltrow[48]
- l'ex-mannequin Samantha Panagrosso[72]
- l'assistante Zelda Perkins[48]
- l'actrice Vu Thu Phuong (en)[73]
- l'actrice et réalisatrice Sarah Polley[74]
- la professeur de psychologie Tomi-Ann Roberts[48]
- l'employée de Miramax Lisa Rose[75]
- l'actrice Erika Rosenbaum[61]
- l'actrice Melissa Sagemiller
- l'actrice Annabella Sciorra[76],[54]
- l'actrice Léa Seydoux[48]
- la journaliste Lauren Sivan[48]
- l'actrice Chelsea Skidmore[77]
- l'actrice Mira Sorvino[48]
- l'actrice Tara Subkoff[48]
- l'actrice Uma Thurman[78]
- l'employée Paula Wachowiak[79]
- l'actrice Paula Williams[80]
- l'actrice Sean Young[81]
- l'actrice Salma Hayek[82]

Cette affaire est perçue comme d'autant plus choquante en raison du silence de l'entourage de Weinstein sur ses agissements. En effet, plusieurs célébrités auraient eu connaissance de son comportement, sans pour autant le dénoncer, et auraient même fait en sorte d'étouffer l'affaire. La réaction tardive d'Hillary Clinton, dont Weinstein a financé le parti, a également suscité une polémique, même si l'ancienne candidate démocrate s'est finalement déclarée « choquée et écœurée ». Plusieurs sénateurs ayant reçu des dons financiers d'Harvey Weinstein ont reversé les sommes à des associations pour les femmes victimes de violences domestiques. D'après CNN, Harvey Weinstein estime que son frère Robert l'a trahi en encourageant les actrices précédemment citées à témoigner contre lui,.
L'Académie des Oscars a déclaré dans un communiqué qu'elle « juge la conduite décrite dans les accusations portées contre Harvey Weinstein répugnante, odieuse et contraire à l'éthique des hauts standards de l'Académie ». Le 14 octobre 2017, le conseil de direction de l'Académie décide de l'exclure,,. Avec Carmine Caridi, Roman Polanski, Bill Cosby et Will Smith, il est l'un des cinq seuls membres à en avoir été exclu. 
Le 23 octobre 2017, le New York Times indique qu'Eric Schneiderman, le procureur de l'État de New York, ouvre une enquête pour déterminer si la Weinstein Company pourrait être poursuivie pour discrimination sexuelle ou d'autres violations de la législation,.
Le 31 octobre 2017, la Producers Guild of America a rendu son verdict. Weinstein est exclu du syndicat des producteurs et ne pourra plus travailler dans le milieu du cinéma à vie.
Selon un article du New Yorker en date du 6 novembre 2017, Weinstein avait, à partir de l'automne 2016, recouru à une « armée d'espions » pour tenter de faire taire les témoins. Procédant par l'intermédiaire d'avocats, qui ont le droit de refuser d'informer la police et la justice sur les accords qu'ils passent avec leurs clients, Weinstein louait les services d'anciens agents du Mossad pour qu'ils approchent ses victimes.
Un article de Libération du 6 décembre 2017 reprend les informations du New York Times concernant la « machine à complicités » construite par Harvey Weinstein pour éviter de dévoiler au grand jour ses agissements. Il est reporté que le producteur avait recours à différents moyens pour effrayer ses victimes afin qu'elles se taisent (chantage, intimidation…). Il avait l'habitude de dire « J'ai des oreilles et des yeux partout », « Un coup de fil et vous êtes fini », « Je suis Harvey Weinstein, vous savez ce que je peux faire ». Weinstein possède un large réseau, notamment médiatique, pour éviter les fuites d'informations compromettantes. Lorsque le scandale commence en octobre 2017, il aurait envoyé un message à A. J. Benza, ancien du New York Daily News, dans lequel était écrit « Aide-moi ».
Selon ce même article, Michelle Franklin et Sandeep Rehal, assistantes « chargées de faciliter les rencontres de Weinstein avec des femmes », avaient accompagné le producteur lorsqu'il suivait une thérapie contre l'addiction sexuelle en 2015.
Une autre affaire a fait surface en septembre 2018. Weinstein étant accusé d'avoir violé une femme dans un hôtel, des vidéos compromettantes ont été révélées sur la chaîne britannique Sky News.
Harvey Weinstein a également été accusé de harcèlement moral sur son lieu de travail.

### Campagnes de sensibilisation

#### Octobre 2017
À la suite de ces accusations, le hashtag « #balancetonporc » (auquel certaines femmes préfèrent « #MeToo » ou « #moiaussi ») est lancé par la journaliste Sandra Muller le 13 octobre 2017 sur le réseau social Twitter et provoque la libération de la parole de nombreuses femmes évoquant leurs agressions et harcèlements perpétrés par des individus dans tous les milieux,,,,,,. La version anglaise « #MeToo » est popularisée par l'actrice Alyssa Milano pour catégoriser des témoignages évoquant des agressions et des harcèlements perpétrés par des individus à l'échelle internationale.

#### Février 2018
Le 3 février 2018, le New York Times publie des déclarations de l'actrice Uma Thurman selon lesquelles elle a été agressée sexuellement par Weinstein.

#### Juin 2019
Début juin 2019, Madonna confie avoir été agressée sexuellement par Weinstein.

## Poursuites judiciaires

### Premier procès et condamnation en février 2020

#### Mise en accusation et détention provisoire
Le 24 février 2020, Harvey Weinstein est reconnu coupable de viol et d'agression sexuelle, mais les chefs d'accusation de prédation sexuelle ne sont pas retenus contre lui. La sanction pénale sera fixée le 11 mars. Le producteur risque alors jusqu'à 25 ans de prison. Il est provisoirement incarcéré à la prison de Rikers Island.

#### Incarcération définitive
Le 11 mars 2020, Weinstein est condamné à 23 ans de prison ferme. Le juge, James Burke, motive cette durée par la gravité des crimes, l'absence totale de remords de l'accusé et la nécessité de dissuader l'accusé et les autres de perpétrer ce type de crimes. Harvey Weinstein est incarcéré à la prison de Rikers Island, à New York, le soir même, avant d'être transféré au Wende Correctionnal Facility, un centre de détention au nord de New York, quelques semaines plus tard. Il est testé positif au Covid-19 quelque temps après, au sein de la prison.
La première audience pour une éventuelle remise en liberté sous caution de Weinstein ne pourra se tenir avant septembre 2039.

#### Nouvelles inculpations
Le 2 octobre 2020, Weinstein est inculpé de six chefs d'agression sexuelle par la justice de Los Angeles. La première audience, qui décidera si l'ancien producteur sera jugé en Californie, se tient le 11 décembre 2020. Le début du procès est fixé à l'été 2021.

### Seconds procès en 2021 et condamnation en 2023
Le 21 juillet 2021, Harvey Weinstein, détenu à New York, est transféré à Los Angeles, où il comparaît devant un tribunal pour de nouvelles accusations d'agressions sexuelles. L'ex-producteur de cinéma plaide non-coupable des douze accusations portées contre lui, de cinq femmes pour des faits qui remontent de 2004 à 2013. En Californie, Weinstein est notamment accusé d’avoir violé une femme mannequin italienne dans un hôtel de Beverly Hills en février 2013, puis d’avoir agressé sexuellement Lauren Young dans un autre hôtel. Présent à l'audience, Harvey Weinstein se déplace désormais dans un fauteuil roulant. La seconde audience du procès est fixée au 29 juillet suivant. Harvey Weinstein encourt désormais une peine allant jusqu'à 140 ans de prison, en plus de sa condamnation new-yorkaise. En octobre 2022, Harvey Weinstein est de nouveau jugé pour viol ou agression sexuelle sur cinq femmes dans des hôtels entre 2004 et 2013.
Le 23 février 2023, Harvey Weinstein est condamné à 16 ans de prison pour viol et agressions sexuelles sur un mannequin européen en 2013. Le 25 avril 2024, La Cour d'appel de New York annule la condamnation de Harvey Weinstein en 2020 dans l'État et ordonne un nouveau procès. Il restera cependant toujours en prison à Los Angeles, en Californie, après avoir été condamné dans l'État en 2022 pour viol. Le 11 juin 2025, les jurés de son procès à New York le déclarent coupable d'agression sexuelle sur Miriam Haley commise en 2006, mais l'acquittent du dossier Kaja Sokola.
En 2024, incarcéré à la prison de Rikers Island, il est hospitalisé en urgence pour une opération du cœur à l'hôpital Bellevue à New-York. 

#### Positions religieuses
En 2013, Kyle Smith, critique cinématographique au New York Post, reproche à Weinstein d'avoir produit de nombreux films anticatholiques, parmi lesquels Prêtre (1994), Le Garçon boucher (1997), The Magdalene Sisters (2002) et Philomena (2013).

## Vie privée
À la suite d'un accident, Harvey Weinstein est victime à dix ans d'une blessure à l'œil dont il garde des traces.
De 1986 à 2004, il est marié à Eve Chilton, son assistante. Ensemble, ils ont trois filles (nées en 1995, 1998 et 2002). Dans le cadre de la transaction du divorce, elle obtient l'appartement du couple à Central Park et le revendra 23 millions de dollars.
En 2007, il épouse la styliste britannique Georgina Chapman. Ils ont une fille née en 2010 et un garçon né en 2013. À la suite des accusations pour agressions sexuelles dont il est l'objet, Georgina Chapman quitte Weinstein le 10 octobre 2017, en déclarant : « J'ai le cœur brisé en pensant à toutes les femmes qui ont terriblement souffert de ces actions impardonnables ».
Le 22 octobre 2024 il est annoncé que Weinstein souffre d’un cancer de la moelle osseuse et qu’il est traité en ce sens.

## Distinctions et honneurs
Harvey Weinstein, pour sa carrière et son travail caritatif, fut souvent récompensé. La plupart des distinctions sont révoquées dès la révélation du scandale.
Lors du Festival du cinéma américain de Deauville 1998, son nom est peint dans la promenade des planches. Le 16 octobre 2017, la municipalité de Deauville efface son nom.
Le 26 septembre 2000, Harvey Weinstein se voit décerner le titre honorifique de docteur en lettres humaines (DHL) par l'université d'État de New York à Buffalo, qui lui est retiré en 2017.
En 2002, le British Film Institute le fait compagnon ; la distinction est annulée en 2017.
Le 19 avril 2004, Harvey Weinstein est fait commandeur honoraire de l'ordre de l'Empire britannique par la reine Élisabeth II, pour sa contribution à l'industrie du cinéma britannique. Le degré est honoraire parce qu'il n'est pas un citoyen d'un pays du Commonwealth. Le 25 octobre 2017, à la suite des affaires d'agressions sexuelles le visant, des mesures sont annoncées afin de lui retirer cette décoration. Le 19 septembre 2020, la reine Élisabeth lui retire finalement le titre de commandeur de l'ordre de l'Empire britannique.
Le 7 mars 2012, le président Nicolas Sarkozy le fait chevalier de l'ordre national de la Légion d'honneur, pour avoir distribué le film The Artist,. Le 15 octobre 2017, le président Emmanuel Macron annonce avoir lancé une procédure en vue de priver Weinstein de sa décoration,,. La procédure disciplinaire cependant prend du temps et concerne des informations confidentielles.
En 2014, le Hutchins Center for African & African American Research de l'université Harvard lui remet la médaille W. E. B. Du Bois qui lui est retirée à la suite du scandale,.
En mars 2015, il reçoit une distinction du Centre Simon-Wiesenthal pour ses actions humanitaires qui font de lui, selon les termes de son introducteur Jeffrey Katzenberg, un « très gentil garçon juif » (« a really nice Jewish boy »). Cette distinction récompense notamment les dons financiers, s'élevant à près de 100 000 dollars, que Weinstein a fait au Centre Simon-Wiesenthal. Le centre s'est dit « horrifié » par les accusations et retire son nom du palmarès.
En juin 2017, le club de la presse de Los Angeles (en) lui remet le Truthteller Award, le prix du « diseur de vérité ». La distinction est annulée dès octobre 2017.

## Filmographie

### Producteur
- 1998 : Shakespeare in Love de John Madden
- 2002 : Gangs of New York de Martin Scorsese
- 2009 : Nine de Rob Marshall
- 2011 : My Week with Marilyn de Simon Curtis
- 2013 : Un incroyable talent de David Frankel (producteur délégué)
- 2015-2017 : Scream (série télévisée, producteur délégué)
- 2016 : Tigre et Dragon 2 (Crouching Tiger, Hidden Dragon: Sword of Destiny) de Yuen Woo-ping
- 2017 : The Current War : Les Pionniers de l'électricité (The Current War) de Alfonso Gomez-Rejon

### Producteur délégué
- 1993 : True Romance de Tony Scott
- 1994 : Pulp Fiction de Quentin Tarantino
- 1996 : Le Patient anglais d'Anthony Minghella
- 1996 : Scream de Wes Craven
- 1996 : Le Porteur de cercueil de Matt Reeves
- 1997 : Will Hunting de Gus Van Sant
- 1997 : Scream 2 de Wes Craven
- 2000 : Scary Movie de Keenen Ivory Wayans
- 2001 : Le Seigneur des anneaux : La Communauté de l'anneau de Peter Jackson
- 2002 : Le Seigneur des anneaux : Les Deux Tours de Peter Jackson
- 2003 : Kill Bill : Volume 1 de Quentin Tarantino
- 2003 : Le Seigneur des anneaux : Le Retour du roi de Peter Jackson
- 2004 : Aviator de Martin Scorsese
- 2004 : Fahrenheit 9/11 de Michael Moore
- 2004 : Kill Bill : Volume 2 de Quentin Tarantino
- 2005 : Sin City de Frank Miller et de Robert Rodriguez
- 2007 : Halloween de Rob Zombie
- 2009 : Inglourious Basterds de Quentin Tarantino
- 2009 : Halloween 2 de Rob Zombie
- 2010 : Le Discours d'un roi de Tom Hooper
- 2011 : Scream 4 de Wes Craven
- 2012 : Happiness Therapy de David O. Russell
- 2013 : Django Unchained de Quentin Tarantino
- 2018 : Sous un autre jour de Neil Burger

### Réalisateur
- 1986 : Playing for Keeps (réalisé avec son frère)

- 1987 : The Gnomes' Great Adventure

### Distributeur de films étrangers aux États-Unis
En qualité de distributeur, Harvey Weinstein a pris en charge la diffusion de nombreux films étrangers — notamment européens — dans les salles de cinéma américaines. Il n'hésite pas à soutenir leur sortie par d'importantes campagnes de publicité. Le budget promotionnel du film The Artist a ainsi été aussi élevé que son budget de production : 12 millions de dollars.

#### Films italiens
- 1989 : Cinema Paradiso de Giuseppe Tornatore
- 1994 : Le Facteur de Michael Radford
- 1997 : La vie est belle de Roberto Benigni

#### Films français
- 1994 : La Reine Margot de Patrice Chéreau
- 1996 : Ridicule de Patrice Leconte
- 2001 : Le Fabuleux Destin d'Amélie Poulain de Jean-Pierre Jeunet[146]
- 2006 : Indigènes de Rachid Bouchareb[147]
- 2009 : Le Concert de Radu Mihaileanu[148]
- 2011 : The Artist de Michel Hazanavicius
- 2011 : Les Lyonnais d'Olivier Marchal
- 2012 : Intouchables d'Éric Toledano et Olivier Nakache[149]
- 2012 : Populaire de Régis Roinsard[150]
- 2013 : Yves Saint-Laurent de Jalil Lespert[151]

#### Films britanniques
- 2010 : Le Discours d'un roi de Tom Hooper[146]
- 2011 : La Dame de fer (The Iron Lady) de Phyllida Lloyd

### Documentaire
- L'Intouchable, documentaire réalisé par Ursula Macfarlane (en) sorti en 2019, qui revient sur la personnalité d'Harvey Weinstein et sur l'affaire.